# Luciana (voilier)
Pour les articles homonymes, voir Luciana.
Le Luciana  est une goélette-franche à coque acier battant pavillon néerlandais. Son port d'attache actuel est Rotterdam aux Pays-Bas. 

## Histoire
Il a été construit en 1916 au chantier naval néerlandais Gebroeders Pot d'Elshout aux Pays-Bas comme lougre à voile pour la pêche du hareng. 

Il est vendu en 1928 en Suède et  sert, jusque dans les années 1970 comme caboteur dans les eaux scandinaves sous les noms de Kerstin, puis Sjøborrun. 
En 1981 il revient aux Pays-Bas, puis il est reconverti en voilier-charter. Il navigue en mer Baltique, mer du Nord et Méditerranée.
Il a participe de nombreuses fois au Hanse Sail de Rostock , ainsi qu'à Brest 2008.